# Semmelrock International
Semmelrock International GmbH – austriacki dostawca kostek brukowych, płyt i systemów ogrodzeń.

## Historia
Historia przedsiębiorstwa sięga 1958 roku, kiedy to założyciel, Wolfgang Semmelrock, otworzył zakład produkcji kostek betonowych w Klagenfurcie (Austria). Przełomowym momentem w historii działalności przedsiębiorstwa był rok 1996 – wówczas Grupa Wienerberger nabyła 75% udziałów w spółce, rozpoczynając tym samym ekspansję na rynek Europy Południowo-Wschodniej.

## Specjalizacja
Przedsiębiorstwo swoją działalność rozpoczęło od produkcji kostki brukowej, natomiast obecnie w jego ofercie można znaleźć również płyty tarasowe i elewacyjne, płyty porcelanowe AirPave oraz elementy małej architektury ogrodowej i elementy wykończeniowe typu listwy i stopnie.

## Produkcja
Od 2010 roku spółka należy w 100% do Grupy Wienerberger i funkcjonuje w 7 krajach, mając 14 zakładów produkcyjnych (na Węgrzech, Słowacji, w Czechach, Polsce, Rumunii, Chorwacji i Bułgarii) oraz 5 biur sprzedaży na rynkach eksportowych (w Słowenii, Serbii, Bośni i Hercegowinie, Czarnogórze i Macedonii). Zatrudnia około 900 pracowników.

## Semmelrock w Polsce
Początek działań w Polsce przypada na 2002 rok – wówczas firma Semmelrock wykupiła istniejące zakłady produkcyjne w Kołbieli, Gliwicach i Gdyni. Działania firmy skupiają się wokół produkcji i dystrybucji zrównoważonych, ekologicznych produktów i koncepcji dla budynków oraz infrastruktury komunalnej.
W Polsce zakłady produkcyjne Semmelrock znajdują się w Kołbieli, Gdyni, Gliwicach, Gnatowicach i Oławie, gdzie łącznie zatrudnionych jest ok. 350 pracowników.